# Hilterfingen
Hilterfingen es una comuna suiza del cantón de Berna, situada en el distrito administrativo de Thun, a orillas del lago de Thun. Limita al noreste con la comuna de Heiligenschwendi, al sureste con Oberhofen am Thunersee, al suroeste con Spiez, y al oeste con Thun.
Hasta el 31 de diciembre de 2009 situada en el distrito de Thun.

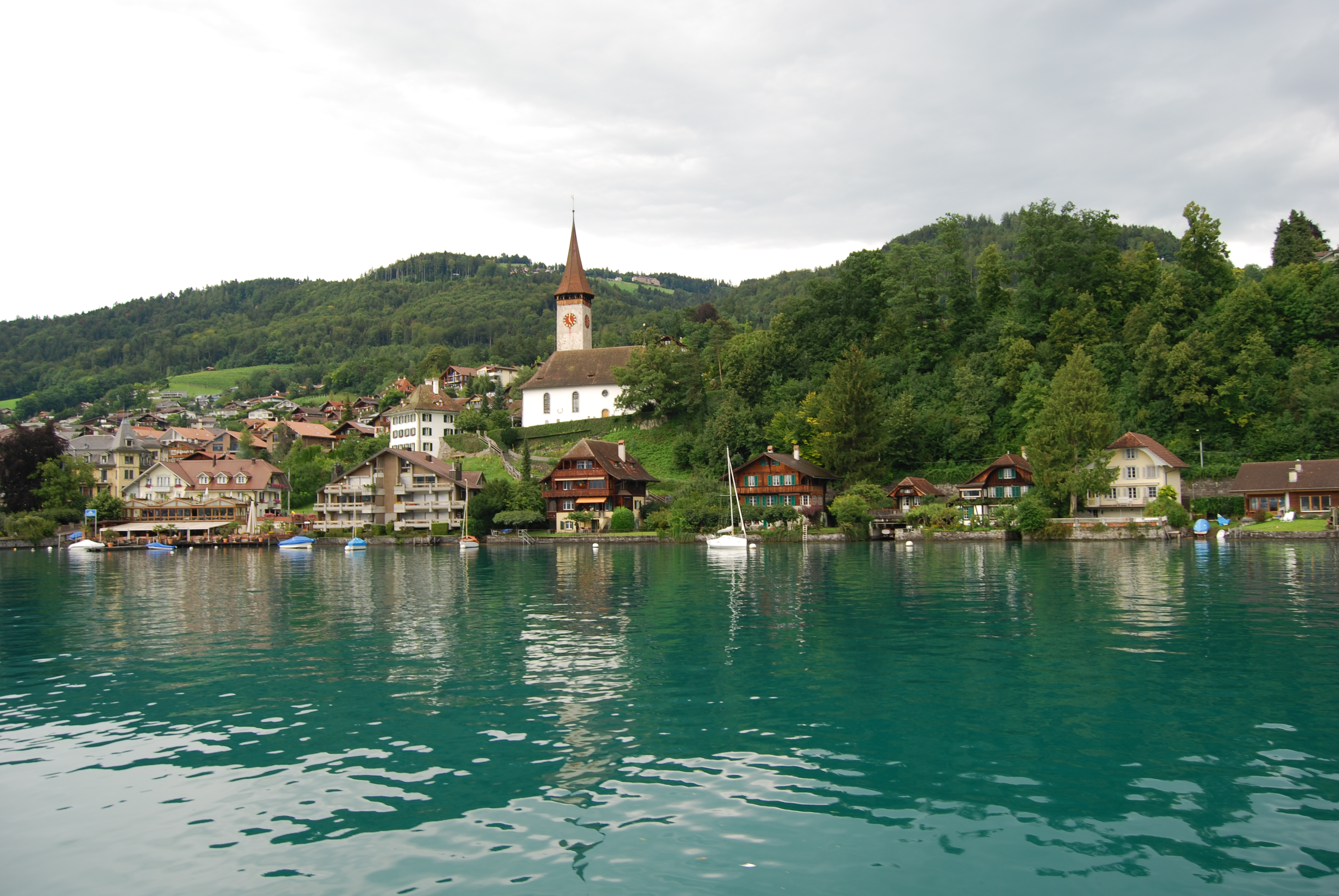
Hilterfingen